# Willem Camman

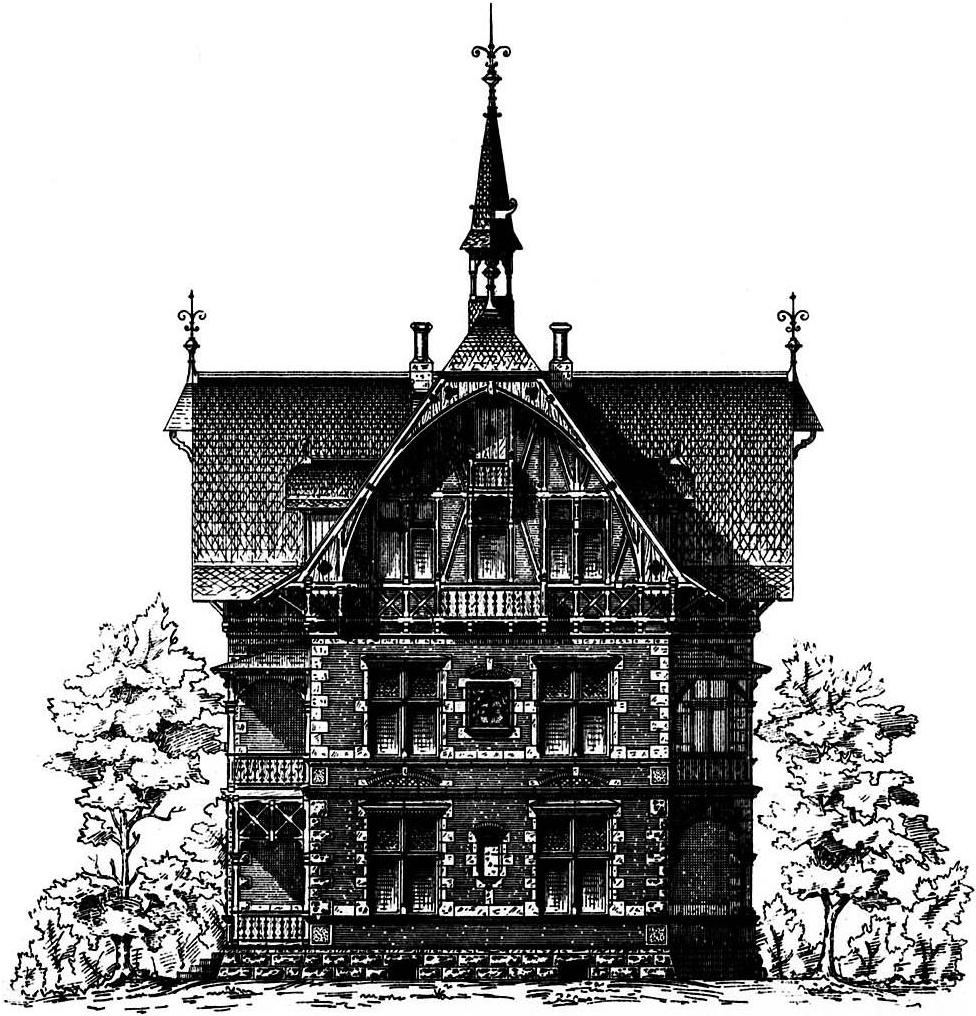
Ontwerp voor een villa. 1887.

Willem Camman (1861-1862 – Amsterdam, 30 juli 1890) was een Nederlands architect.
Hij volgde een opleiding aan de Kunstnijverheidsschool Quellinus Amsterdam, waar zijn talent niet onopgemerkt bleef. Na zijn studie in 1881 voltooid te hebben werkte hij korte tijd op het bureau van Pierre Cuypers. Hier bevond zich ook Hans Madein, later architect in Bozen, die Camman vroeg voor hem te werken. Camman bleef uiteindelijk tot 1886 in dienst van Madein, en was van juli 1887 tot maart 1888 opzichter bij de bouw van de door Cuypers ontworpen koepeltoren van de kerk van de paters Conventuelen in Brussel.
Na korte tijd werkzaam te zijn geweest voor de architect J.J. van IJssendijk, eveneens in Brussel, kwam hij in dienst van het bureau van de Gemeentewerken in Arnhem. Als medewerker van dit bureau werkte hij onder leiding van J.A. Lindo aan het uitwerken van plannen voor een nieuw stadhuis. Toen deze plannen gereed waren trad hij in april 1890 in dienst van A.L. van Gendt in Amsterdam. Camman nam deel aan verschillende prijsvragen, waaronder die voor een nieuw stadhuis in Zutphen. Hij overleed op 28-jarige leeftijd.